# Biserica de lemn din Sărmășel
Biserica de lemn din Sărmășel cu hramul Sfinții Arhangheli Mihail și Gavriil a fost construită în anul 1787. În 1936 a fost vândută în județul Bistrița-Năsăud.